# Jens Andersson
Jens Sven-Örjan Andersson, född 27 september 1970 i Växjö, var medlem av det svenska rockbandet The Ark.
Andersson blev officiell medlem i november 2006. Han är keyboardist och har tidigare spelat på bandets konserter. Jens är även sångare i Stereo Explosion, ett band som innehåller flera medlemmar från The Ark, exempelvis Martin Axén, Lasse Ljungberg och Jepson. 

### Fotnoter
1. ↑  Tjerstin Thorsén (16 november 2006). ”Robert Jelinek är redo för comeback” (på svenska). Helsingborgs Dagblad. https://www.hd.se/2006-11-16/robert-jelinek-ar-redo-for-comeback. Läst 25 juli 2019.